# Pseudocranichis
Pseudocranichis é um género botânico pertencente à família das orquídeas (Orchidaceae).